# ドックランズ

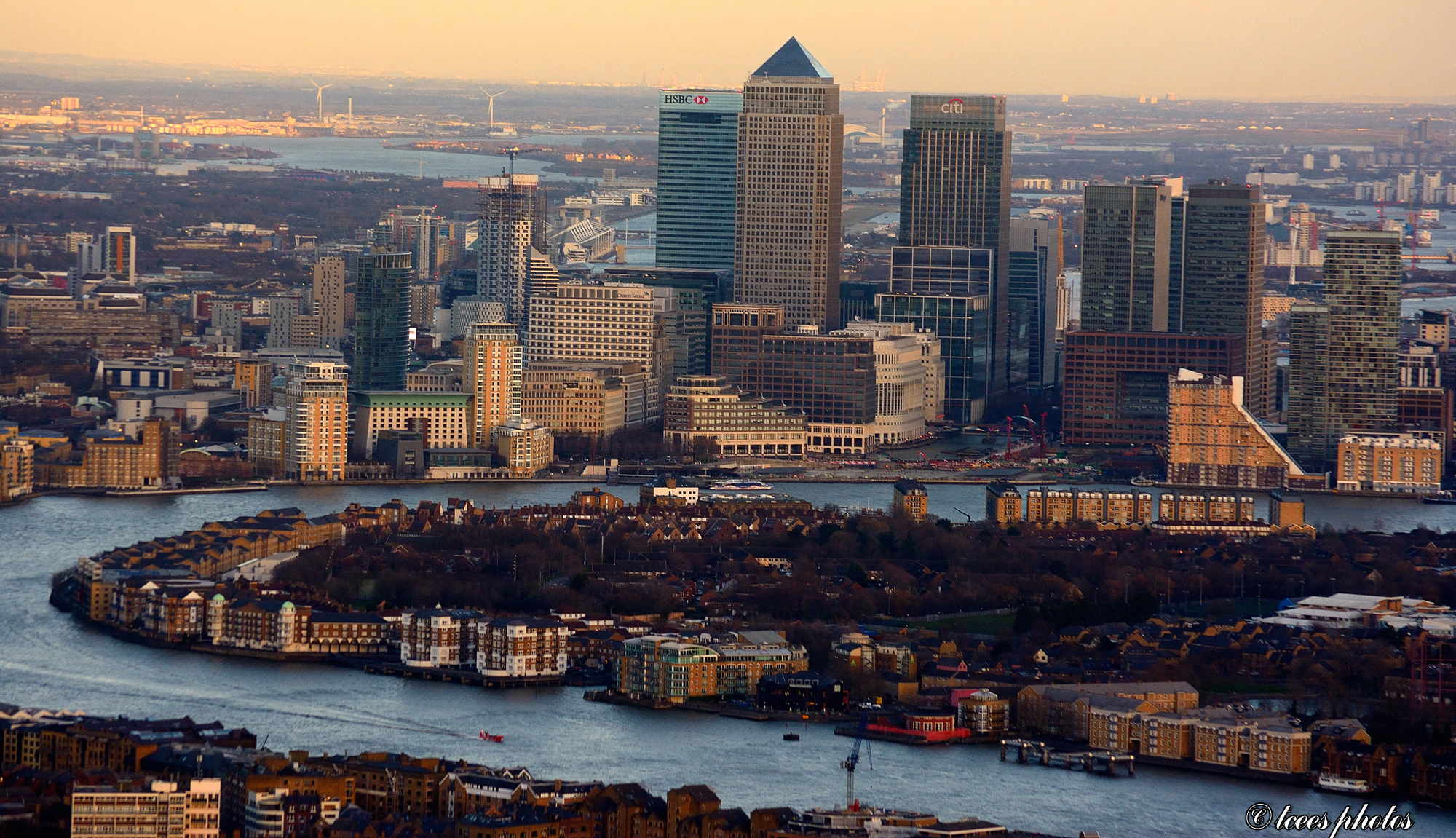
カナリー・ワーフ

ドックランズ（London Docklands）は、イギリスのロンドン東部、テムズ川沿岸にあるウォーターフロント再開発地域の名称。テムズ南岸サザーク区と、同北岸タワーハムレッツ区やニューアム区にまたがる。現在は、主に商業と住居が混在した地域として都市再開発されている。
名前の基となった「ドック」とは、一時は世界最大の港であったロンドン港の港湾荷役用の水面のことであった。第二次世界大戦後、船舶の大型化・コンテナ化など物流革命に伴い、ドックランズは衰退し、廃墟となった。ドックランズという名称は、1971年のイギリス政府の再開発計画の報告書で初めて用いられた。

## 範囲

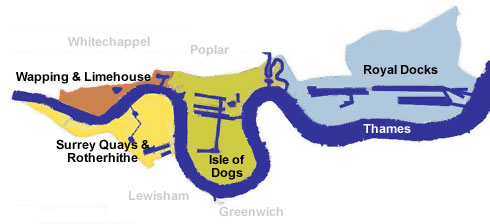
ドックランズの範囲

ロンドンのドックランズは、テムズ川沿いの複数の港湾・造船所・倉庫から構成されていた。西（上流・都心部）から順に、
- 聖キャサリンドック（1828年）テムズ北岸、ロンドン塔の真横
- ロンドンドック（1805年）テムズ北岸
- リージェント運河ドック（1820年）テムズ北岸、現在のライムハウス
- サリー商業ドック（1807年）テムズ南岸、現在のサリー・キーズ、ロザーハイズ
- 西インド及びミルウォールドック（西インド1802年～1829年、ミルウォール1868年）テムズ北岸、ドッグ島
- 東インドドック（1805年）テムズ北岸
- ロイヤルドック（1855年、1880年、1921年）テムズ北岸の広範囲

これより下流、ティルバリーなどにあるドックは、ドックランズの地域範囲としては認識されていない。

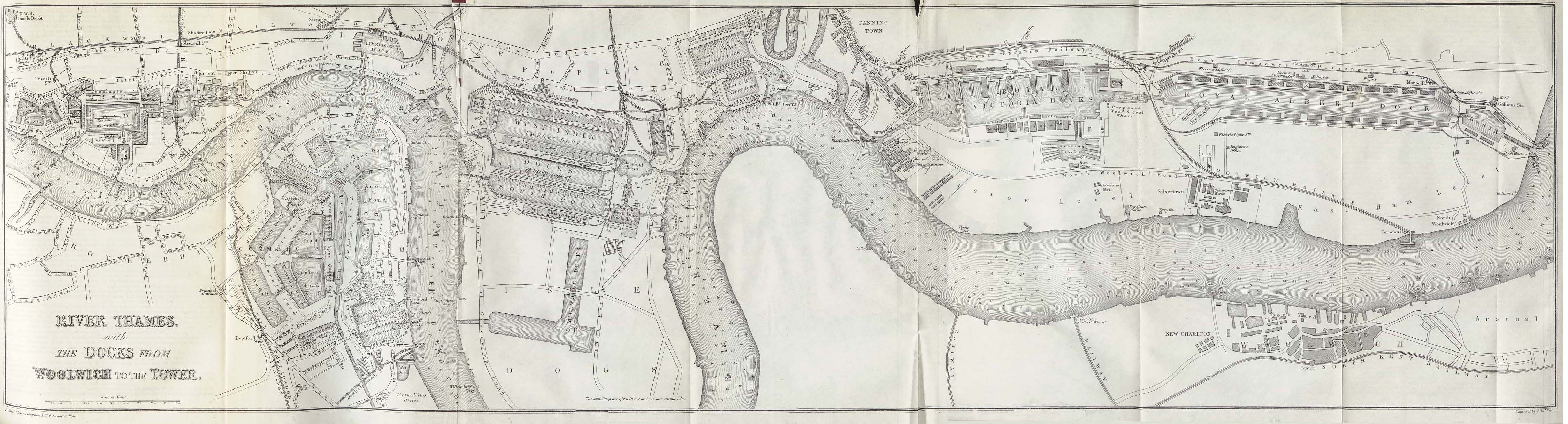
1882年時点でのドックランズ全図

## 歴史

### ロンドン港湾の歴史

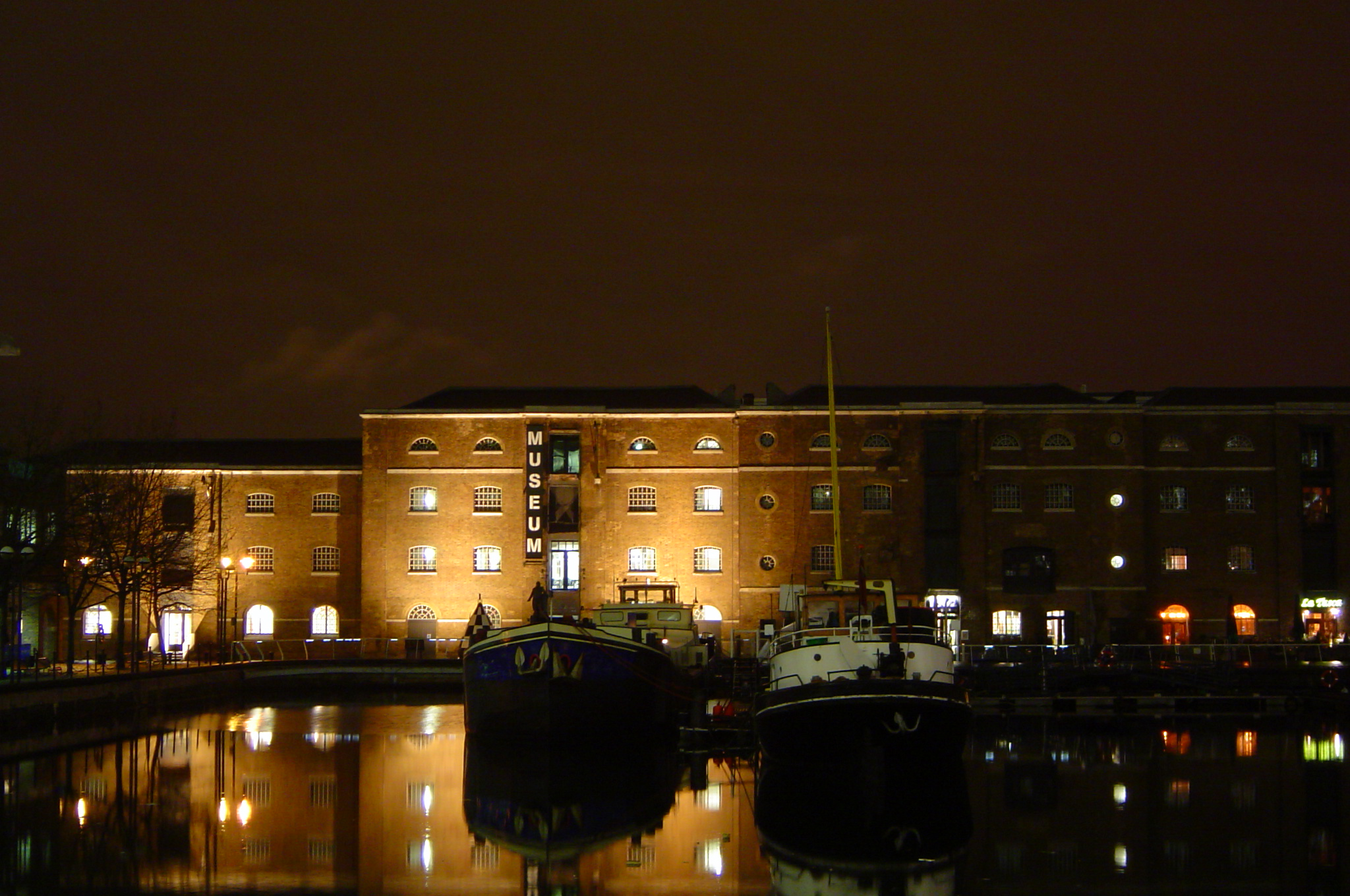
ドックランズの歴史を伝える博物館

ローマ時代から中世まで、ロンドンの船着場はシティ・オブ・ロンドンとその対岸のサザーク（サウス・バンク）の間のテムズ川岸、プール・オブ・ロンドン（Pool of London、ロンドン波止場）にあったが、陸揚げした貨物や船の中の貨物を保護する施設がなくたびたび盗賊に狙われた。プール・オブ・ロンドンには、シティ・オブ・ロンドンから特権を与えられた荷役人夫（シティ・ポーター）がおり検量や荷役に携わっていたが、荷主の間からは料金も高く腐敗したシティ・ポーターをはずそうという動きもあった。また、波止場には17世紀以降急増する船をさばくだけの余裕がなかった。こうして、ロンドン以外の、テムズ川河口や地方の港湾に貨物が逃げ始めていた。

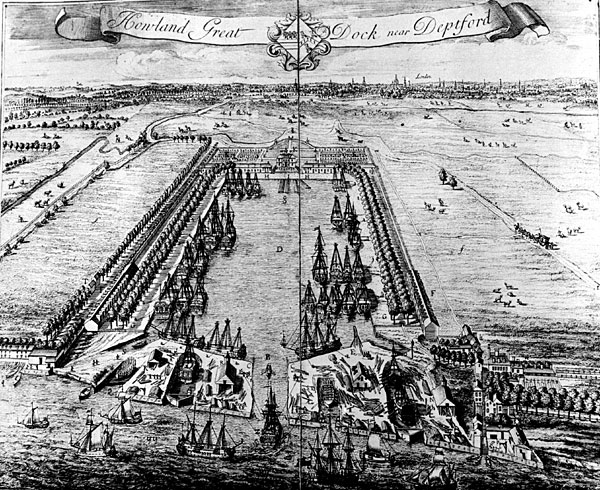
最初のロンドンのドック、ハウランド・グレート・ドック

1696年、テムズ川南岸のサザークの東（下流側）の半島、ロザーハイズに、この地の地主であったベッドフォード公爵ウィリアム・ラッセルらによって「ハウランド・グレート・ドック」（後に拡大され、サリー商業ドックとなる）が完成した。このドックは長方形の大きな堀で、120隻の大型船を停泊させることができた。荷役のための通路や倉庫、周りを囲う壁などはまだ設けられていなかったが、シティの外の私有地にありポーターの特権が及ばず、貨物や船の安全などの問題が改善されたため、たちまちロンドン一の港湾となり、後のドックの雛形となった。1802年の西インドドックを皮切りに、19世紀に入り、ロンドン塔の東側のワッピングやその先のドッグ島などにさまざまな会社によって次々と大型のドックが完成し、ロンドン港はヨーロッパや大英帝国の各地からの貨物を集散する世界一の港湾となった。

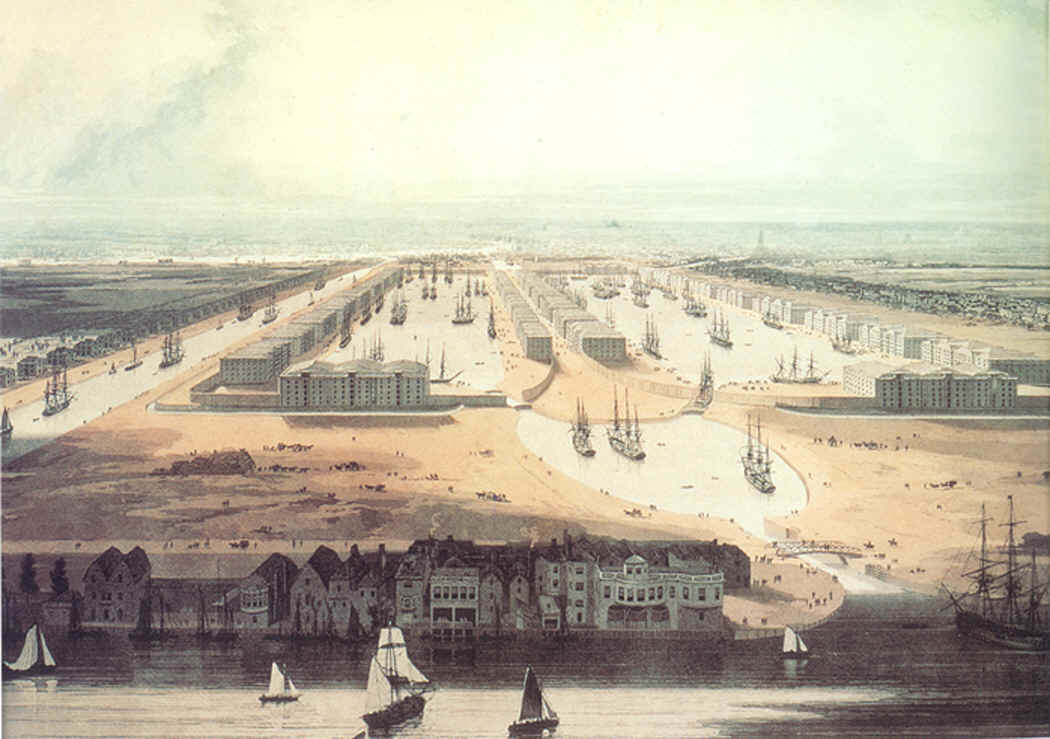
西インド及びミルウォールドック、1802年の開業当時の絵

ドックにもいくつかの種類があり、ウェットドック（泊渠）は堀の入り口に閘門、周囲に倉庫や防壁を設けたもので、船が入って停泊し荷役をすることができた。ドライドック（乾船渠）は小型のもので、船を入れた後に堀から水を抜き、修理をするためのものであった。同様の構造で船を作る造船所もテムズ川沿いにあり、その他倉庫や船着場がびっしりとテムズ川沿いに並んでいた。また、各ドックは砂糖・穀物・材木など貨物の種類ごとに特化して荷役施設を作っていることが多かった。こうした貨物はドックランズからイギリス各地へ、はしけに積まれて運河経由で、あるいは鉄道などで送られた。
ドックランズには船からはしけに貨物を上げ下ろしする沖仲仕（Lightermen）や、はしけや船から陸に貨物を上げ下ろしする陸仲仕など港湾労働者が多く集まった。はしけを持ち会社や組合を作る沖仲仕など熟練労働者もいたが、多くは日雇いの未熟練労働者で、毎日早朝にフォアマン（現場監督）による荷役仕事の募集に応じるためパブに集まっていた。仕事の有無、内容、給与はパブに行ってからでないと分からず、割のいい仕事にありつけるかは一種のギャンブルであった。こういった労働形態は第二次大戦後まで続いた。
もともと低湿地で農業に向いていなかった無人のドックランズ周辺には労働者相手のパブや宿屋、集合住宅など下町が急速に形成されたが、市内からは数本の道しかなく、隔絶した貧困な（しかし強固な）コミュニティを形成しており、ギャングなどの犯罪の温床になる一方、団結して政府に対し抗議行動を起こすこともあった。

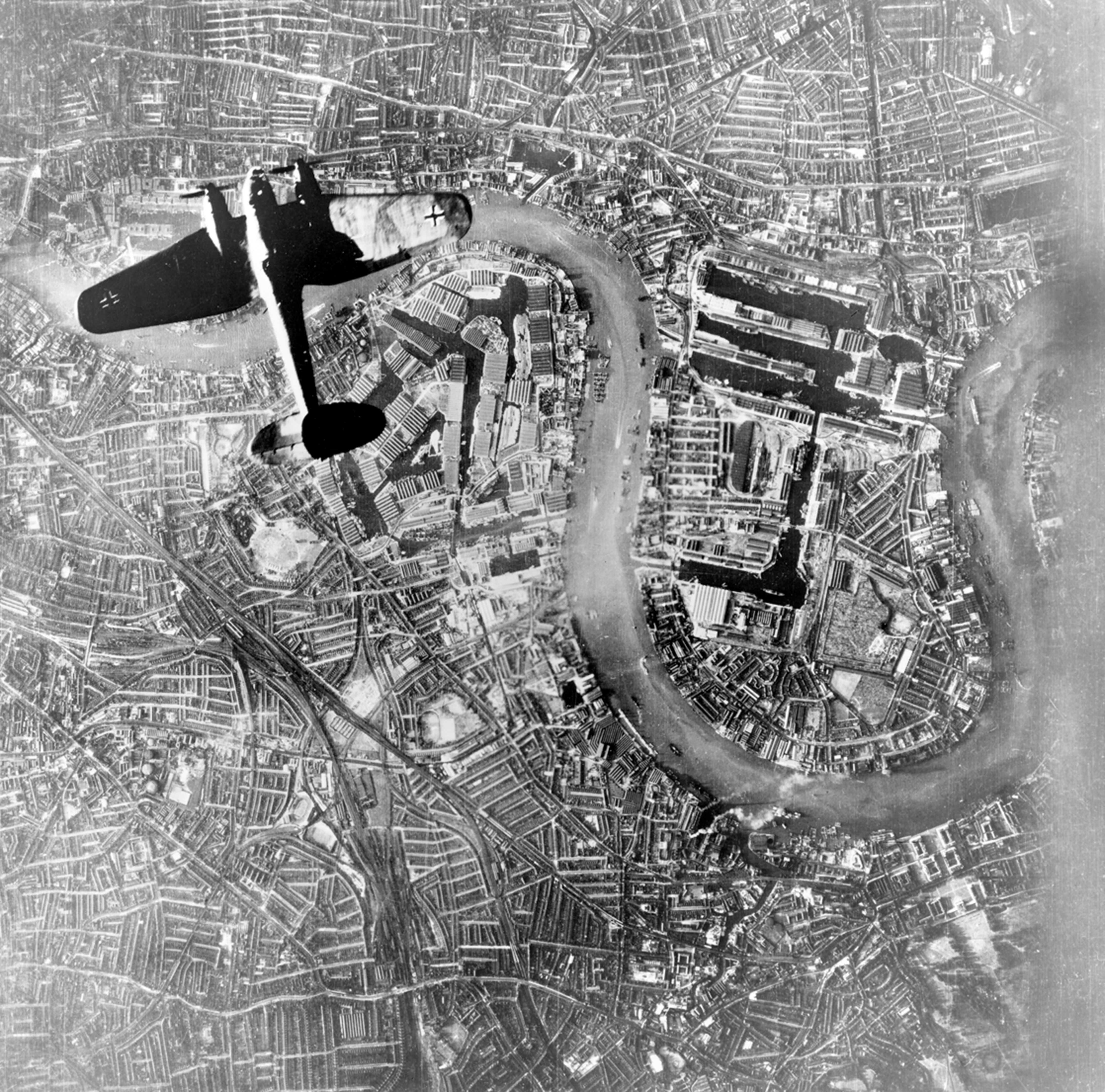
ドックランズ上空に飛来したドイツ空軍の爆撃機ハインケル He111

19世紀末になると、イギリスの港湾は大陸ヨーロッパの港湾に対し相対的地位が低下しつつあった。行政が強い権限を持つ大陸ヨーロッパ諸港に対し、同じ港内に港湾会社がひしめき相互に調整が取れていないこともイギリスの港湾の弱みとみなされた。1909年、ドックを経営する各民間会社は物流の効率化や利害調整、労働問題の改善などのため「ロンドン港湾局」に統合された。世界最初期のポート・オーソリティであるロンドン港湾局のもと、ドックランズはロイヤルドックのキングジョージ5世ドックまで拡大し、さらに下流のティルバリーにまで多くのドックや内陸港湾が形成された。
第二次大戦時のバトル・オブ・ブリテンにおけるロンドン空襲により、ドック群は集中的な攻撃を受け大きく破壊された。復興には1950年代までかかりドックランズは再び繁華な港湾となったが、その終焉は突然訪れた。コンテナによる海上運送・陸上運送の物流革命により、船会社は寄航先をコンテナに対応しないドックランズから、コンテナ化に成功したティルバリーへ、さらに外海に面し水深が深いため大型の船舶が入港できるフェリクストウに移転したのである。1960年代から1980年代までにかけてすべてのドックは営業を停止し、ロンドン都心の真横に21平方kmの廃墟が誕生した。港湾労働者が多く住むロンドン東部イーストエンドには失業者が溢れ、それに絡む諸問題が頻発した。

### ドックランズ再開発
ドック閉鎖に伴い、再開発が急務となったが、計画を完成させるのに10年、実行に移すのにさらに10年がかかった。1970年代から作業は始まったが、当該地域の地主がグレーター・ロンドン・カウンシル、ロンドン港湾局、電気、ガス、鉄道、5つの区などにわたり問題が複雑になっていた。

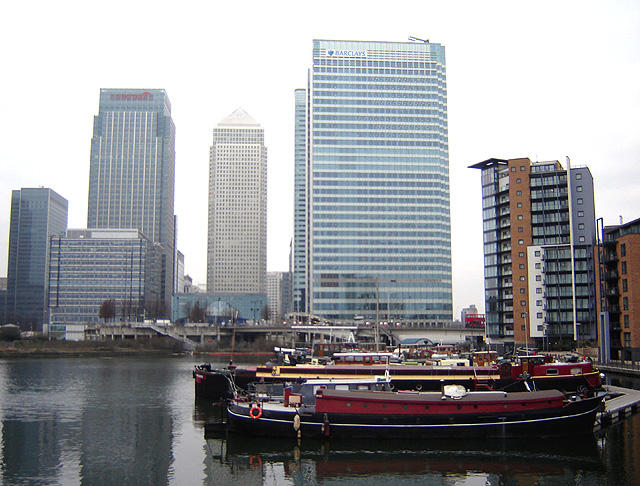
カナリー・ワーフ超高層ビル街とドック跡の水面。当初はビルの建たない更地を多数抱えた

そこで1981年、イギリス環境省によってロンドン・ドックランズ再開発公社（the London Docklands Development Corporation 、LDDC）が設立された。これは政府によって作られた会社であり、ドックランズの土地取得と整地の強大な権限を有していた。もう一つの重要な政策は1982年策定のエンタープライズ・ゾーンであり、該当地域内のビジネス活動には不動産税が免除されるほかさまざまな土地開発の簡略化などインセンティブが与えられた。これによってドックランズ内での開発は企業をひきつけ、一種のブームを起こした。LDDCの政策は、大企業やその勤務者向けの上質なビジネスセンター開発に偏り、手ごろな住宅の開発などを怠っているとの批判を生み、もとからの下町住民には自分たちのニーズは無視されているとの不満を呼んだが、LDDCの開発は（さまざまな異論が残るものの）ドックランズを大胆に変貌させた。1998年、ドックランズの管理が地元の区に戻り、LDDCの活動は終わった。

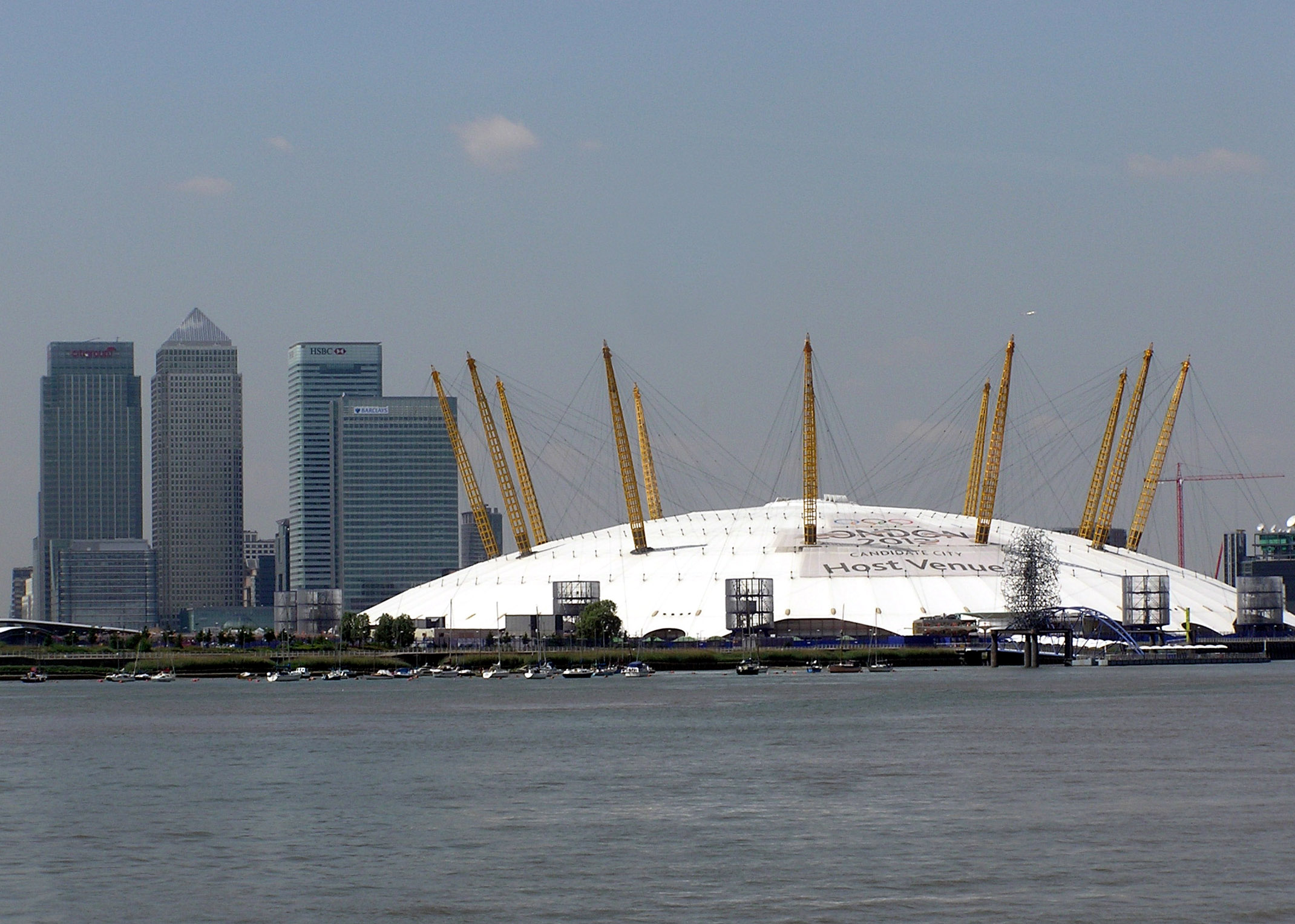
カナリー・ワーフとミレニアム・ドーム

1980年代から1990年代のLDDCによる巨大開発計画は、ドックランズの大部分を住居・ビジネス・商業・軽工業の複合体に転換させた。そのもっともわかりやすいシンボルが、ドッグ島中心部のイギリス一の超高層ビル群やロンドンの新金融街形成に代表される、野心的なカナリー・ワーフ計画である。しかし、近くのヘロン・キーズが低密度のオフィス地区として再開発され、同じカナリー・ワーフでもライムハウス地区などで同様の開発が進んでいたにもかかわらず、カナリー・ワーフ計画のような大規模開発にどの程度の見通しを立てていたかは定かではない。カナリー・ワーフは1990年代初頭の不動産不況に巻き込まれ、竣工当時テナントが入らない上に、ほかにビルが建たず更地だらけになるなどLDDCにとってトラブルの連続であり開発に数年の遅れをもたらした。不動産業者も同様に、賃貸も販売もできない不動産を抱えるなど負担を抱えた。超高層ビル「ワン・カナダ・スクエア」を建設するなどカナリー・ワーフの再開発に積極的にかかわったカナダのオフィス開発大手オリンピア・アンド・ヨーク（Olympia and York）は1992年に倒産している。
ドックランズは歴史的に交通の便が悪いため、LDDCはドックランズとシティの間に無人運転で走る新交通システム、ドックランズ・ライト・レイルウェイ（the Docklands Light Railway、DLR）を建設した。これは比較的安価な鉄道で、廃線跡などを再利用し軌道を通したため、第1期だけで7700万ポンドの出資で済んだ（LDDCは当初地下鉄新線を要求したが、政府に出資を拒否された）。LDDCはドッグ島とA13号高速道路を結ぶ道路、ライムハウス・リンク・トンネルを開削工法で建設したが、こちらは1kmあたり1億5000万ポンドかかったという史上最高額の建設費の道路であった。またLDDCは1987年にロイヤルドック跡にビジネスジェットなど小型機主体のロンドンシティ空港を建設している。

### 今日のドックランズ

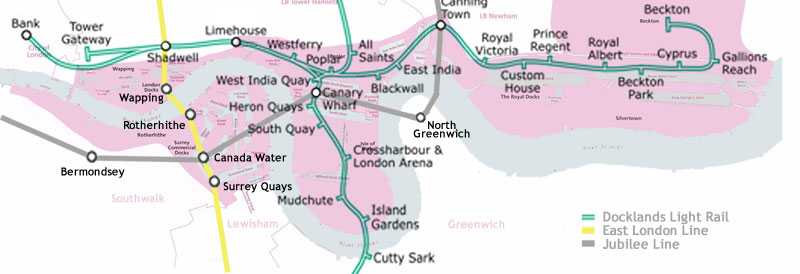
現在のドックランズ交通図

過去20年間で、ドックランズの人口は2倍以上になり、また交通も便利な大ビジネスエリア・住宅地区になった。交通網は良くなり、ドッグ島は1999年に地下鉄ジュビリー線が延伸し、ウェストミンスター駅から6駅でカナリー・ワーフに着き、東郊のセントラル線にストラトフォード駅で接続した。またドックランズ・ライト・レイルウェイは、東はベックトン方面への延伸が完了し、さらに支線としてロンドンシティ空港を経てキングジョージ5世ドック方面への延伸が2005年12月に完成した。また南はドッグ島を縦断しテムズ川を越えてグリニッジ、ルイシャムまで延伸している。カナリー・ワーフはヨーロッパ最大の超高層ビル街となり、シティの金融街としての地位を脅かすまでになった。ドックランズの東半分を占めるロイヤルドックは、エクセル・エキシビション・センター（コンベンションセンター）として生まれ変わった。国際的なホテルとして、フォーシーズンズ、ヒルトン、マリオットも建設された。

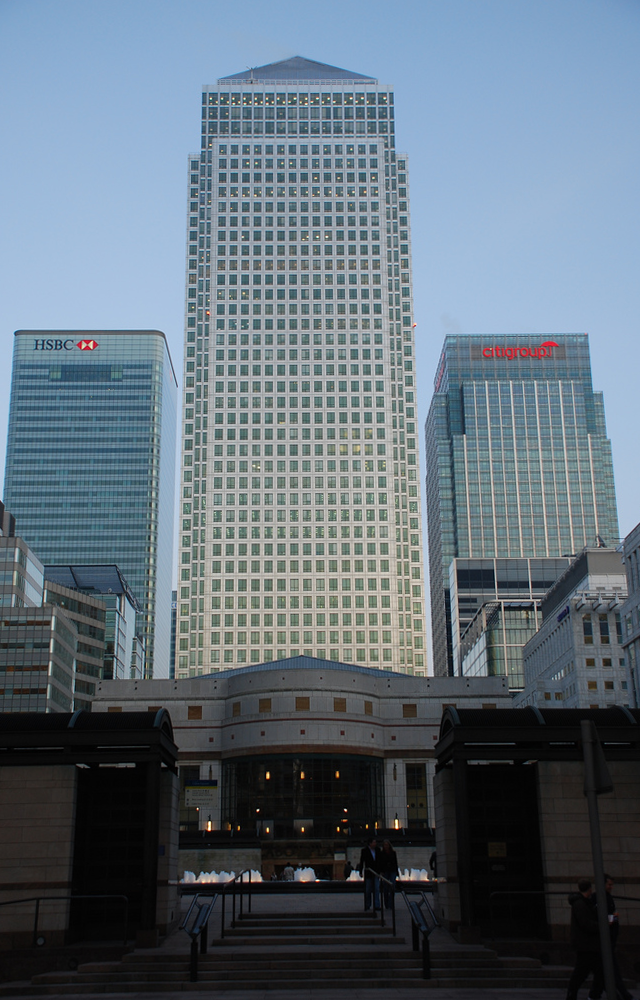
高層ビル街となったカナリー・ワーフのワン・カナダ・スクエア

ドックランズのほとんどの古い倉庫や埠頭は撤去されたが、いくつかの倉庫は改修されて住宅などとして使用されている。ドックの掘割と水面自体はほとんどが残され、主にマリーナやウォータースポーツのセンターとなっている（例外として、無数のドックがあったサリー商業ドックは大半が埋め立てられた）。たまに大きな船が古いドックに入港することがあるが、貨物運送はティルバリーやフェリクストウに移転している。
ドックランズの再生は、荒廃した周囲の下町にも影響が及んだ。たとえば、グリニッジとデプトフォードは交通網の発達の結果通勤至便な場所となり、大規模な再開発が進行している。
しかし、ドックランズの再開発は、他方で損失となった側面もある。大規模な不動産ブームとそれに伴う家賃の上昇は、ドックランズの転入者と、家賃上昇で出て行かざるを得ない古くからのコミュニティとの間に、深刻な摩擦を起こした。またイギリスのどこでも見られる不一致現象 －エグゼクティブのための高級なアパートが荒廃した公営住宅の傍らに建つ－ のもっとも衝撃的な事例となった（都市のジェントリフィケーション現象）。
ドックランズの「サッチャー政権のイギリス」の象徴としての地位は、テロの標的にもなった。カナリー・ワーフ爆破計画が失敗に終わったIRA暫定派は、1996年2月10日、サウス・キー駅で大きな爆弾テロを起こし、2人が死亡、40人が負傷、ビル三棟が全壊し、1億5000万ポンドの損害が周囲に発生する惨事となった。

### 将来のドックランズ

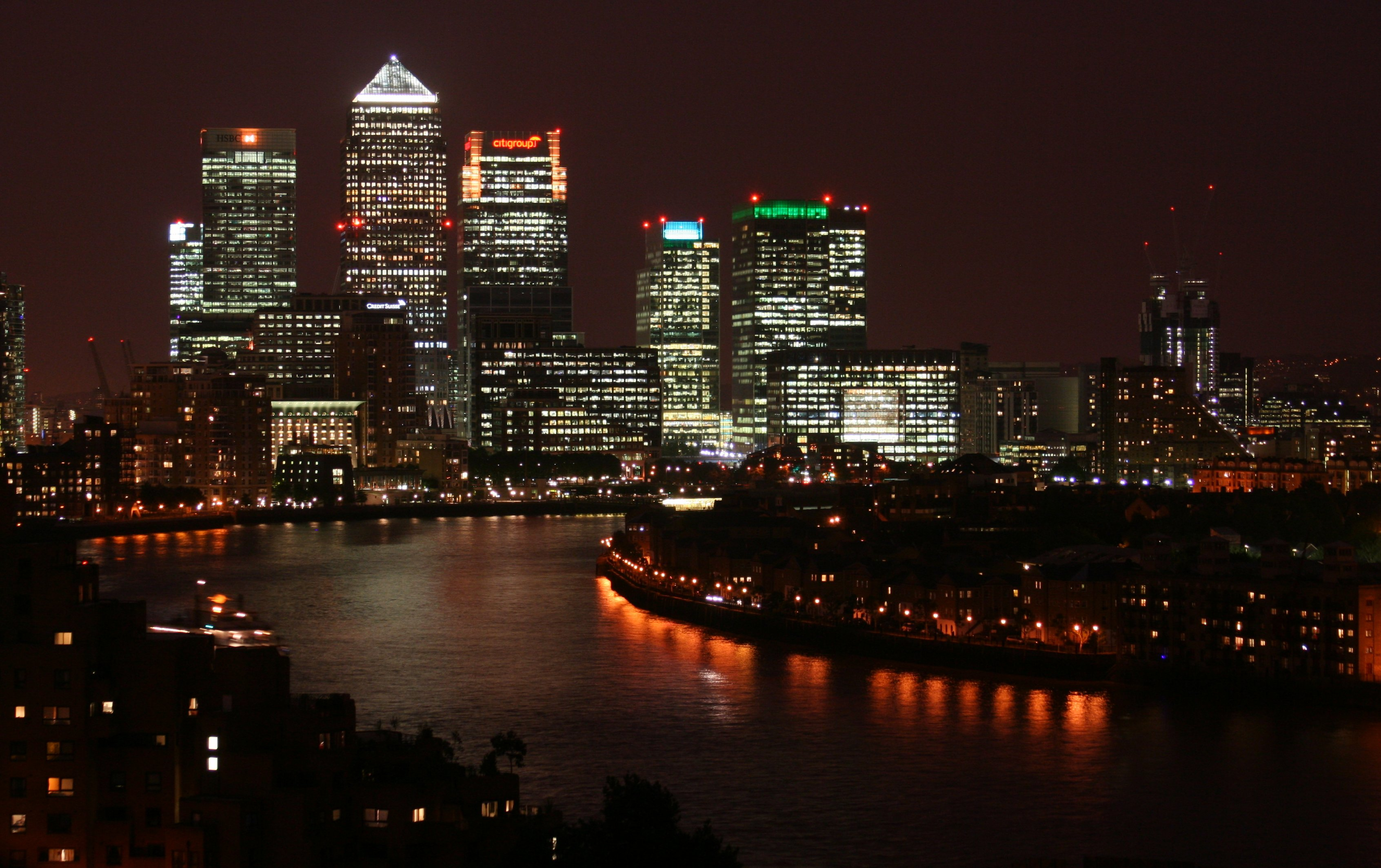
カナリー・ワーフの夜景

ドックランズ再開発はいまでも継続しており、多くの計画が意図されている。
- ドックランズ・ライト・レイルウェイは2005年12月にロンドンシティ空港方面に延伸された。さらにダゲナムへ延ばす計画もある。
- ロンドン地下を東西に結ぶクロスレールの本線（W:Crossrail）をロンドン都心からカナリー・ワーフ、ケント州北部に伸ばす計画。
- ロンドンシティ空港の拡張。
- テムズ川南岸、旧サリー商業ドック跡地のカナダ・ウォーターの更なる開発。
- カナリー・ワーフの東の掘割、ブラックウェル水面（ドック）とウッド・ワーフの再開発。
- ロイヤルドックの更なる開発、シルバータウン・キー計画を含む。

21世紀初頭には再開発は東ロンドンのもっと郊外にまで広がり、テムズ下流のケント州やエセックス州まで及ぶ予定がある。リー川下流計画や、テムズ・ゲートウェー計画などがこれにあたる。